# فيكتور غارسيا (مخرج أرجنتيني)
فيكتور غارسيا (بالإسبانية: Víctor García)‏ هو مخرج أرجنتيني، ولد في 16 ديسمبر 1934 في توكومان في الأرجنتين، وتوفي في 28 أغسطس 1982 في مستشفى بيتي سالبترير في فرنسا.

## وصلات خارجية
- فيكتور غارسيا على موقع مونزينجر (الألمانية)
- فيكتور غارسيا على موقع قاعدة بيانات برودواي على الإنترنت (الإنجليزية)